# Битолско настъпление
Битолското настъпление е съюзническа военна операция през 1916 година против Централните сили по време на Първата световна война. Целта е да се излезе от задънената улица на Солунския фронт чрез принуждаване България да капитулира и освободи натиска върху Румъния. Офанзивата приема формата на голяма битка, която трае три месеца и завършва с превземането на Битоля. На средна дълбочина от 50 km Първа българска армия, а от края на септември 11-а германска армия, водят шест битки и са принудени да отстъпят пет пъти.

## Разположение на силите
От септември 1916 година съюзниците събират значителна сила от 6 сръбски, 5 британски, 4 френски, 1 италианска и 1 руска пехотни дивизии за операции на Солунския фронт. Силите на тази армия достигат между 369 000 и 400 000 души. Силите са разпределени в 201 пехотни батальона с 1025 артилерийски оръдия и 1300 картечници.
Централните сили отначало започват да се противопоставят на тези сили с Първа българска армия, немската 11-а армия и Втора българска армия, общо 172 пехотни батальона с около 900 артилерийски оръдия. В добавка там също е 10-а пехотна дивизия и силите, защитаващи крайбрежието на Егейско море от река Струма до границата с Османската империя – 25 пехотни батальона, 31 артилерийски батареи и 24 картечници.
Генерал Морис Сарай планира да удари дясното крило и центъра на свръхразтеглената Първа българска армия със сръбски, френски, руски и италиански сили и се ограничава до демонстративни атаки срещу долината на Вардар и река Струма с идеята, за да притисне колкото се може повече български и немски войски.

## Ход на военни действия
На 12 септември Съюзниците започват офанзивата си с мощен двудневен артилерийски бараж и атака от страна на Трета сръбска армия и френската армия срещу Осма пехотна тунджанска дивизия и бригадата на полковник Стефан Тасев, която е подкрепление. Ситуацията скоро се влошава за българите и на 14 септември те са принудени да отстъпят към Лерин, оставяйки част от артилерията си и изоставяйки Горничево в сръбски ръце. На 12 септември сърбите също започват първата си атака на 2300 m височина на хребета Каймакчалан. Британците също стават активни на Струмския фронт и се опитват да разширят позициите си на десния и бряг.
Западният фланг на Първа българска армия трябва да задържи Съюзниците на линията Лерин-Каймакчалан. Съюзниците продължават атаките си и на 23 септември, след тежки боеве французите навлизат в Лерин. Българите все още държат Каймакчалан, където 1-ва пехотна бригада от Трета пехотна балканска дивизия е под атака от превъзхождащ ги брой сръбски войски, подкрепени от тежка френска артилерия. Битката е изключително тежка и за двете страни, тъй като голия и скалист хребет не осигурява почти никакво покритие от българските картечници и от оръдията на съюзническата артилерия.
Българските неуспехи привличат голямо внимание и от българското, и от немското висше командване, и скоро се правят важни промени в командната структура. На 27 септември генерал Климент Бояджиев е заменен като командир от генерал Димитър Гешов. Самата армия сменя главната си квартира с 11-а армия на генерал Арнолд фон Винклер. Това е последвано от пристигането на фронта на генерал Ото фон Белов и уставяването на армейска група „Белов“ на 16 октомври, която включва и 11-а армия и Първа армия.
На 30 септември след 18 дни тежки боеве Дринската дивизия най-накрая превзема Каймакчалан от изтощената 1-ва пехотна бригада от Трета пехотна балканска дивизия и постига пробив в българската защитна линия. Загубата на позицията и 7 артилерийски оръдия е определено от българското и немското командване като необратимо поради липсата на силен артилерийски резерв. Генерал Винклер заповядва Осма тунджанска дивизия, Първа и Трета бригади на шеста пехотна бдинска дивизия и 2-ра бригада на Девета пехотна плевенска дивизия да се оттеглят до нова защитна позиция. Първа бригада на 3-та балканска дивизия е реорганизирана и нейните 9 батальона са намалени до 5 батальона и 4 смесени роти със 7 планински оръдия и една пионерна рота. Новата защитна линия Кенали заема позициите от Преспанското езеро от три независими пехотни бригади (9/2 IB, 2/6 IB and 1/6 IB), от Кенали до височините източно от река Черна от Осма дивизия, а от там до връх Мала Рупа от 1/3 пехотна бригада. По-нататък на изток остават силите на 11-а армия, остатъка от 3-та балканска дивизия, чиито позиции остават непроменени до тяхното окупиране на 25 юли 1916 година.
За да отслаби натиска върху българите и германците на запад от Вардар, генерал Тодоров заповядва на Седма пехотна рилска дивизия да заеме позиции за атака през река Струма. Българското висше командване обаче отказва да даде разрешение за атака. Това колебание позволява на британците да затвърдят позициите си на левия бряг на Струма около село Караджакьой на 30 септември. На 30 октомври 10-а (ирландска) дивизия атакува българските позиции около село Еникьой, които са защитавани от Тринадесети пехотен рилски полк на седма дивизия. Битката трае цял ден, а българите са подсилени от 14-и македонски пехотен полк и 17-и артилерийски полк, като два пъти си връщат селото след свирепа битка на нож. По време на нощта, след третата и последна атака селото е завзето от ирландската дивизия. Жертвите и от двете страни са тежки поради точната артилерийска стрелба и картечен огън. След битката 13-и полк е реорганизиран в 3 батальона вместо в обикновените 4 батальона. След 4 октомври българите заемат позиции на близките височини на изток, докато западния фланг на 7-а рилска дивизия остава в долината да защитава Рупелският проход. Оттук нататък няма големи операции на Струмския фронт до края на офанзивата.
Основен проблем за българите е, че тяхната армия и ресурси са разпънати до лимита от Добруджа до Македония и Албания. В тази трудна ситуация българското висше командване се обръща към немските си съюзници. Самите германци могат да предложат малки подкрепления, докато е във вход Офанзивата Брусилов и се води Битката при Сома. Те се обръщат към Османската империя и убеждават Енвер паша да изпрати 11 979 души от 50-а дивизия в Македония. През октомври тези сили заемат позиция на река Струма и месец по-късно към тях се присъединяват 12 609 души от 46-а османска дивизия. Двете дивизии формират XX корпус и остават в региона до май 1917 година. Това освобождава някои български части, които сега могат да подсилят 11-а армия.
На 30 септември генерал Жофър информира генерал Сарай за наближаващата голяма офанзива на румънски и руски войски под командването на Авереску срещу Трета българска армия в Добруджа и тяхното очаквано преминаванена Дунава между Русе и Тутракан. Командирът на съюзническите армии на изток планира тази офанзива, за да притисне 11-а армия по линията Кенали и евентуално да изкара България от войната. На 4 октомври съюзниците атакуват с френски и руски войски в посока Битоля-Кенали, сръбската Първа и Трета армия по линията Кенали-Черна, Втора сръбска армия срещу Трета балканска дивизия в посока Добро поле. Съюзниците има 103 батальона и 80 батареи срещу 65 батальона и 57 батареи на Централните сили в зоната.
Битката при завоя на Черна започва със сърбите, които се опитват да стъпят на северния бряг на реката. Отначало настъплението им е слабо, а по-нататък на запад френските и руски атаки са отблъснати. През следващите седмици битката се развива в серия атаки и контраатаки, в които съюзниците придобиват територии, използвайки превъзходството си от страна на артилерията. Българското и немското командвания също се опитват да стабилизират ситуацията чрез нови подкрепления от Първа и Втора армия. За времето на битката при завоя на Черна 14 български и 4 немски пехотни полка се бият активно. Французите и руснаците правят пробив при Кенали в края на октомври, но скоро са отблъснати от българи и германци. На фронта пристига също и италианска дивизия и подкрепя атаките около Битоля.
По това време генерал Белов решава да изостави Битоля и на 18 ноември, докато се водят тежките боеве още, генерал Винклер заповядва на 11-а армия да напусне към нови позиции на север от Битоля. Българският главнокомандващ Никола Жеков протестира срещу това решение, но не успява да спре изпълнението му. На 19 ноември френски и руски войници влизат в града. Жителите му хвърлят гореща вода и други предмети по настъпващите съглашенски войски и водят улични боеве с тях. Българите се установяват на нови позиции при Червената стена – височина 1248 – височина 1050 – Маково – Градешница. Почти веднага са нападнати, но този път позициите са задържани поради изтощението на съюзниците и от друга страна поради достигането на лимита на техния логистически капацитет. Това води до провал на френските и сръбски опити за пробив на линията и с настъпването на зимата фронта се стабилизира по цялата си дължина. На 11 декември генерал Жофър спира офанзивата.

## Последици
За цялото време на битката Съюзниците губят около 50 000 души, по-голямата част от тях сърби. В допълнение около 80 000 войници умират или трябва да бъдат евакуирани поради рани или болест. Това довежда общия брой жертви до 130 000 души или около една трета от всички сили на Антантата в района. Фронтът се премества само с 50 km на голяма цена и в края офанзивата не попречва поражението на Румъния, нито успява да изкара България от войната.
Българските и немските жертви наброюват общо 61 000 души и дори изоставянето на Битоля и заемането на новите позиции на няколко километра на север дават големи предимства относно защитата на линията и също така доминация на българската артилерия над града. Линията остава незасегната до самия край на войната в Македония, когато силите заели я трябва да я отстъпят поради пробива при Добро поле.
Офанзивата също така удовлетворява донякъде сръбските войски, които могат да си върнат териториите до границата на тяхната страна. Българите и германците подобно са доволни поради съпротивата срещу превъзхождащите ги по брой сили на Антантата. Генерал Никола Жеков отива по-далеч като описва битката при завоя на Черна като „легендарна“ в смисъла на издръжливостта на българската защита – „направена без оглед на жертвите“.